# Oncideres senilis
Oncideres senilis är en skalbaggsart som beskrevs av Bates 1885. Oncideres senilis ingår i släktet Oncideres och familjen långhorningar.
Artens utbredningsområde är Nicaragua. Inga underarter finns listade i Catalogue of Life.